# Monohelea texana
Monohelea texana är en tvåvingeart som beskrevs av Wirth 1953. Monohelea texana ingår i släktet Monohelea och familjen svidknott. Inga underarter finns listade i Catalogue of Life.